# Lisna kornjača
Lisna kornjača (Cyclemys dentata) naseljava vodene površine jugoistočne Azije.
Ima jajolik leđni oklop s nazupčanim rubom blizu repa.
Svijetlosmeđe ili tamnosmeđe je boje, s blijedim tamnim šarama. Preklopiv trbušni oklop prošaran je tamnijim prugama koje se šire iz sredine svake ploče. Kao u većine kornjača, mužjaci su manji od ženki i imaju duži, deblji rep. 
Lisna kornjača hrani se beskralješnjacima i punoglavcima te biljkama. Aktivna je podjednako na kopnu i u vodi, a uglavnom živi u plitkim potocima gorskih i nizinskih područja. Kada je u opasnosti, uvlači se pod oklop ili zaroni na dno i sakrije se u mulju.
Ženka iskopa rupu u koju položi dva do četiri razmjerno velika jaja u najviše pet legla. Za razliku od drugih kornjača, njezin trbušni oklop postaje rastezljiv kako bi mogla položiti jaja.
Mlade kornjače više vremena provode u vodi. Oko ruba trbušnog oklopa imaju bodlje i šiljke koji s vremenom nestaju - vjerojatno kako bi zastrašile grabežljivce.

## Drugi projekti
|  | Zajednički poslužitelj ima stranicu o temi Lisna kornjača |
|  | Wikivrste imaju podatke o taksonu Lisnoj kornjači         |